# Dom Wydawniczy Rebis
Dom Wydawniczy Rebis – wydawnictwo założone w sierpniu 1990 w Poznaniu przez Tomasza Szpondera i Tadeusza Zyska. Pod koniec 1993 roku Tadeusz Zysk odszedł z Rebisu, by założyć własne wydawnictwo: Zysk i S-ka.
Pierwszym tytułem wydanym przez Rebis były Pasożyty umysłu Colina Wilsona.
Najpopularniejszą książką wydawnictwa stało się Jedz, módl się, kochaj Elizabeth Gilbert (nakład 110 tysięcy egzemplarzy). Również Czysta anarchia Woody’ego Allena trafiła na listy hitów (nakład 50 tysięcy egzemplarzy).
Książki ukazują się w seriach wydawniczych: Biblioteczka człowieka myślącego, Biografie i powieści biograficzne, Historia, Literatura dziecięca i młodzieżowa, Mity i legendy, Nowe Horyzonty, Polska literatura współczesna, Psychologia, Salamandra, Wodnik i innych.